# Becky Lynch
Rebecca Quin (Limerick, 30 de enero de 1987) es una luchadora profesional irlandesa. Actualmente trabaja para la empresa estadounidense WWE bajo el nombre de Becky Lynch.
En WWE, Quin es reconocida como una gran campeona mundial femenina al ser Campeona Femenina de SmackDown cinco veces (su quinto reinado bajo la denominación «Campeonato Mundial Femenino») y ser Campeona Femenina de Raw dos veces (su primer reinado fue el más largo del Campeonato Femenino de Raw con 398 días), siendo junto con Trish Stratus las extranjeras que más títulos mundiales han ganado en la empresa. Además, fue la ganadora del Royal Rumble femenino en 2019, ser la primera mujer en encabezar un evento principal en WrestleMania 35 junto a Charlotte Flair y Ronda Rousey y la única luchadora en portar ambos títulos mundiales femeninos de manera simúltanea. Ese mismo año, Lynch fue presentada en la portada del videojuego WWE 2K20 junto a Roman Reigns. En 2023, ganó el Campeonato Femenino de NXT, convirtiéndose en la sexta campeona Gran Slam. Con nueve títulos en su haber, Urai es junto con la japonesa Asuka la máxima campeona extranjera en la historia de WWE.
En 2018, hizo la transición hacia un personaje más agresivo, comenzando en SummerSlam cuando atacó a Charlotte Flair, presentándose como una underdog tratada injustamente y se apodó a sí misma como «The Man», lo que resultó en un gran aumento en su popularidad y apoyo de los fanáticos. Perdió el título de SmackDown el mes siguiente, pero pasó a establecer el récord del reinado más largo como Campeona Femenina de Raw con 398 días. En 2019, Twitter la nombró sexta en su lista de las mejores atletas femeninas del mundo.

## Primeros años
Rebecca nació en Limerick el 30 de enero de 1987. Creció en el barrio dublinés de Baldoyle. Sus padres se separaron cuando ella tenía un año. Empezó a ver la lucha libre profesional desde muy joven con su hermano, Richy, que más tarde luchó bajo el nombre de Gonzo de Mondo. Practicaba la equitación, la natación y el baloncesto. Sin embargo, afirmó haber reprobado educación física en la escuela.
Asistió al University College Dublin para estudiar filosofía, historia y política, pero dijo que "realmente lo odiaba" y lo dejó. Tenía previsto volver a la universidad para estudiar salud y ejercicio físico. Antes de empezar a entrenar como luchadora, declaró que había estado "en un mal camino" relacionado con el alcohol, pero la lucha le ayudó a dejarlo.

## Carrera

### Entrenamiento e inicios (2002-2005)
Cuando era adolescente, Quin escuchó que Fergal Devitt y Paul Tracey estaban abriendo una escuela de lucha libre en Irlanda. Comenzó a entrenar allí junto con su hermano en junio de 2002. Hizo su debut en la lucha libre profesional cinco meses después, usando el nombre de ring Rebecca Knox. Se asoció con su hermano en luchas de parejas mixtas durante la primera parte de su carrera. También se formó en la promoción británica de lucha libre profesional NWA UK Hammerlock.
Quin comenzó a entrenar como luchadora profesional en junio de 2002. Inicialmente trabajando en Irlanda, y ocasionalmente formando equipo con su hermano usando el nombre de ring Rebecca Knox, pronto expandió su carrera al resto de Europa y América del Norte en el circuito independiente, luchando regularmente para diversas promociones. Ella compitió más notablemente en Elite Canadian Championship Wrestling y se convirtió en la campeona inaugural de SuperGirls en junio de 2005.

### Circuito independiente (2005-2013)
Knox se unió a la promoción canadiense SuperGirls Wrestling, una rama femenina de Extreme Canadian Championship Wrestling (ECCW) en mayo de 2005. Después de su llegada a un programa de ECCW en Surrey, Columbia Británica, Knox se peleó con Miss Chevius y la derrotó, pero perdió ante ella en Port Coquitlam un mes después. La noche siguiente, Knox se asoció con Calum Macbeth para derrotar a Miss Chevius y Tony Tisoy en una lucha por equipos mixtos en Vancouver. El 24 de junio, Knox derrotó a Miss Chevius en un show de ECCW en Surrey para convertirse en la campeona inaugural de SuperGirls. Knox defendió con éxito el campeonato en varias ocasiones antes de perderlo ante Lisa Moretti en abril de 2006.
A finales de 2005, Knox participó en el tercer torneo ChickFight de All Pro Wrestling (APW) en Hayward, California; derrotó a Morgan en la primera ronda, pero fue eliminada por la eventual ganadora Mariko Yoshida. Knox luego ganó una batalla real de dieciocho personas en un evento en Tokio, Japón.
Knox comenzó a trabajar para la promoción femenina Shimmer Women Athletes a principios de 2006. En su combate debut para la promoción, derrotó a Allison Danger y se estableció como una heel (villana) fingiendo una lesión. Después de eso, comenzó a pelear con Daizee Haze; Knox perdió el primer partido entre ellos, pero ganó la revancha de dos de tres caídas.
En junio de 2006, Knox derrotó a Sweet Saraya para ganar el Campeonato Mundial de Reinas del Caos que quedó vacante en un evento en Chouilly, Francia. Mantuvo el campeonato durante unos meses antes de entregarlo a Saraya en septiembre.
En septiembre de 2006, mientras luchaba en Alemania, Knox sufrió una lesión en la cabeza legítima, tras lo cual afirmó haber estado "sufriendo dolores de cabeza extremadamente dolorosos, zumbidos fuertes en el oído izquierdo y la visión como resultado", y también se le diagnosticó un posible daño a su octavo par craneal. Como resultado, se canceló una lucha de Iron Woman de 60 minutos contra Haze en la grabación del Volumen 7 de Shimmer.
Después de su lesión, Quin tomó una pausa de seis años, luchando solo en tres ocasiones para la promoción irlandesa Fight Factory Pro Wrestling (FFPW) en 2008, 2012 y 2013. También reapareció en Shimmer en 2011, dirigiendo a Saraya y Britani Knight en cuatro programas.

### WWE

#### NXT (2013–2015)

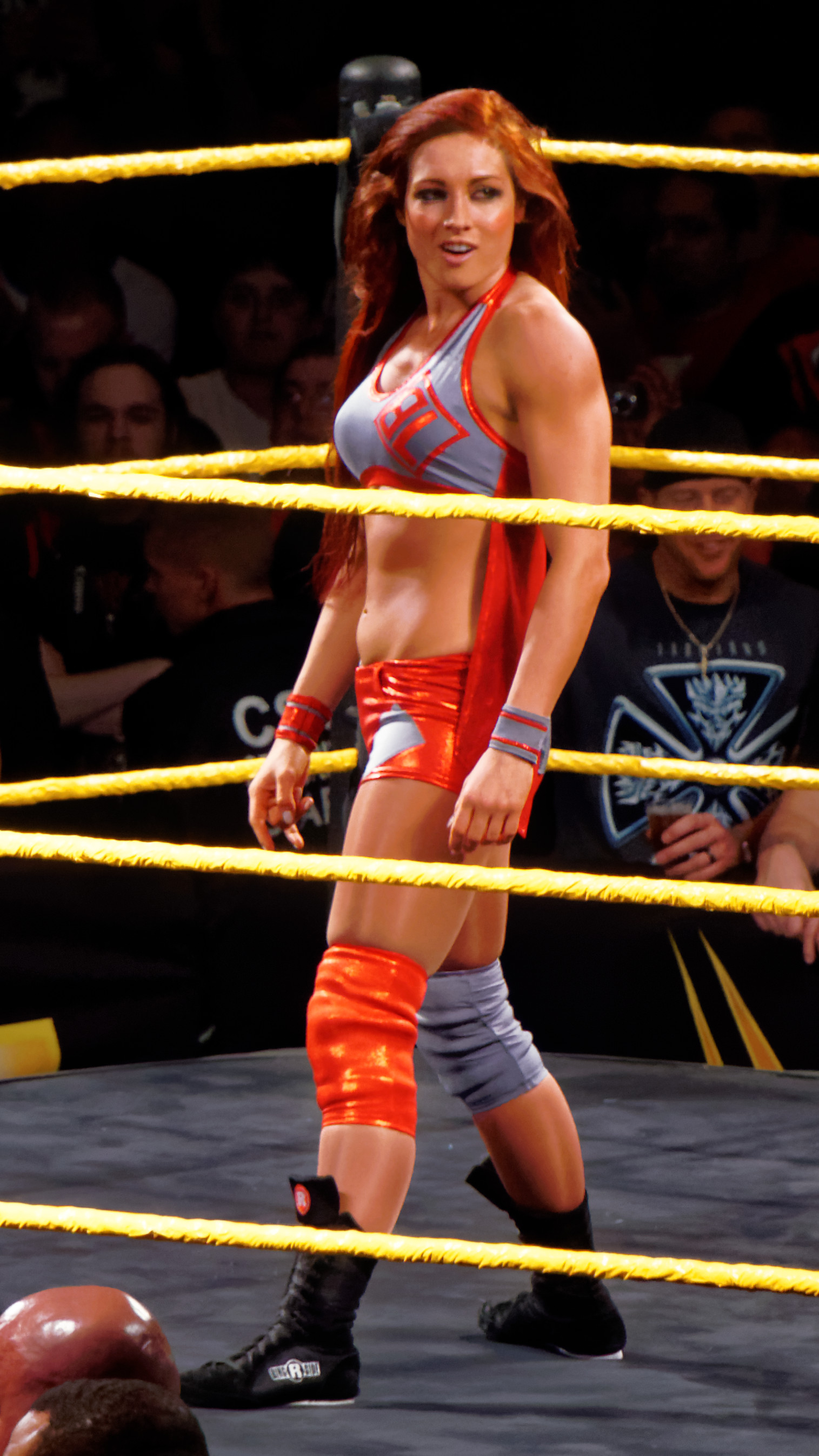
Lynch durante un evento en vivo de NXT, en 2015.

En abril de 2013, Quin firmó un contrato de desarrollo de dos años con la World Wrestling Entertainment (WWE) y se mudó a Florida para informar a su territorio de desarrollo NXT. El 29 de agosto, su nuevo nombre de ring fue revelado como Becky Lynch.
Lynch hizo su debut televisado en el ring el 26 de junio de 2014 en el episodio de NXT, derrotando a Summer Rae. La semana siguiente, Lynch se asoció con Bayley en un esfuerzo perdido ante las BFFs: Beautiful Fierce Females (la Campeona Femenina de NXT Charlotte y Sasha Banks) en una lucha por equipos. Lynch pasó los siguientes meses compitiendo en luchas no titulares contra Charlotte, perdiendo tres seguidas. En el episodio del 23 de octubre de NXT, después de que le dijeran que se hiciera relevante, Lynch se alineó con Banks atacando a Bayley y girando a heel. Conocido como Team B.A.E. (Best at Everything), la alianza comenzó a desintegrarse cuando Banks le costó a Lynch una lucha contra Bayley en febrero de 2015.
En NXT TakeOver: Rival, Lynch participó en una Fatal Four-Way Match por el Campeonato Femenino de NXT, que ganó Banks. En abril, Lynch derrotó a Bayley y Charlotte en una lucha de triple amenaza para ganar un combate por el título contra Sasha, que perdió en NXT TakeOver: Unstoppable. Durante la lucha, debutó con una nueva apariencia que se asemeja al personaje de Magic: El encuentro, Chandra Nalaar. La lucha recibió elogios generalizados de la crítica, y ambos artistas recibieron elogios.

#### Revolución Femenina (2015-2016)
Lynch hizo su debut oficial en la lista principal el 13 de julio en el episodio de Raw, como una de las favoritas de los fanáticos, junto con Charlotte y Sasha Banks, después de que Stephanie McMahon pidiera una "revolución" en la división de Divas de la WWE. Lynch y Charlotte comenzaron a aliarse con Paige, quien estaba peleando con el Team Bella (Alicia Fox y The Bella Twins), mientras que Banks se alió con Naomi y Tamina, lo que llevó a una pelea entre los tres equipos. El trío de Paige, Lynch y Charlotte, originalmente apodado Submission Sorority, pasó a llamarse Team PCB (después de las iniciales de cada luchadora) cuando se descubrió que el nombre original era el mismo que el de una página web para adultos. Lynch hizo su debut en el ring el 20 de julio episodio de Raw, haciendo equipo con Paige en un esfuerzo perdedor contra Sasha Banks y Naomi. Obtuvo su primera victoria individual en el episodio del 28 de julio de Main Event sobre Brie Bella. Los tres equipos finalmente se enfrentaron en SummerSlam en una lucha de eliminación de tres equipos, en el que Lynch cubrió a Brie Bella para ganar la lucha para PCB.
El 31 de agosto episodio de Raw, todos los miembros de PCB compitieron en el "Divas Beat the Clock challenge" inaugural, para determinar el contendiente número uno para el Campeonato de Divas. Charlotte ganó la lucha y ganó el título ante Nikki Bella en Night of Champions el 20 de septiembre. La noche siguiente en Raw, Paige se volvió contra sus compañeras durante la celebración de Charlotte, alegando que Charlotte solo estaba allí por su padre Ric Flair (ya que era un exluchador en la WWE) y llamó a Lynch el miembro "menos relevante" del grupo. A lo largo de octubre, Paige trató de reconciliarse con Lynch y Charlotte solo para atacarlas, disolviendo oficialmente al Equipo PCB en el proceso. En el episodio del 2 de noviembre de Raw, Lynch fue inmovilizada por Paige en una Fatal Four-Way para ganar un combate por el título del Campeonato de Divas de Charlotte. La semana siguiente en Raw, Lynch se vengó al derrotar a Paige.
En el episodio del 30 de noviembre de Raw, Charlotte comenzó a mostrar rasgos malvados después de fingir una lesión en la pierna para derrotar a Lynch, seguida de una distracción proporcionada por su padre. Durante todo diciembre, la amistad de las dos continuó tensándose y después de que Lynch la derrotó el 4 de enero de 2016 en el episodio de Raw, Charlotte la atacó y solidificó su giro de talón. Lynch enfrentó a Charlotte por el Campeonato de Divas tres días después en SmackDown y en el evento de pago por evento Royal Rumble, pero perdió ambas luchas después de la interferencia de Ric Flair.
A lo largo de febrero, Lynch comenzó a formar equipo con Banks contra Naomi y Tamina. Su enemistad continuó hasta que Lynch y Banks obtuvieron la victoria en una lucha por equipos en Fastlane. La noche siguiente en Raw, la lucha de un contendiente número uno por el Campeonato de Divas entre Lynch y Banks terminó en un doble conteo (ambos luchadores se inmovilizaron simultáneamente). Una revancha en el siguiente SmackDown terminó en un doble nocaut ya que la Campeona de Divas, Charlotte, atacó a ambas luchadoras. Como resultado, Charlotte estaba programada para defender su título en una triple amenaza contra ambos luchadores en WrestleMania 32. En el evento, Lynch no pudo ganar el Campeonato Femenino de la WWE recién creado (que reemplazó al Campeonato de Divas). En Money in the Bank en junio, Lynch se asoció con Natalya para enfrentar a Dana Brooke y Charlotte en un esfuerzo fallido. Después de su combate, Natalya se volvió contra Lynch y la atacó. Las dos comenzaron a pelear durante un mes hasta que Lynch perdió ante Natalya en Battleground.

#### Campeona Femenina de SmackDown (2016-2018)
Después de ser la primera mujer reclutada para la marca SmackDown durante el draft de la WWE de 2016, Lynch derrotó a Natalya en su primer combate como parte de la marca. En SummerSlam, Lynch se asoció con Carmella y Naomi en una lucha por equipos de seis mujeres en un esfuerzo perdido contra Alexa Bliss, Natalya y Nikki Bella.
El 11 de septiembre, en Backlash, Lynch ganó un Six-Pack Elimination Challenge, eliminando de última a Carmella, para convertirse en la inaugural Campeona Femenina de SmackDown. Su primera defensa del título contra Alexa Bliss estaba programada para No Mercy, pero debido a que Lynch sufrió una lesión legítima, la lucha se pospuso hasta el episodio del 8 de noviembre de SmackDown, donde Lynch retuvo. En Survivor Series a finales de ese mes, Lynch formó parte del Equipo SmackDown junto a Bliss, Carmella, Naomi y Natalya en un combate de Survivor Series en un esfuerzo perdido ante el Equipo Raw. En el pago por evento de TLC: Tables, Ladders & Chairs en diciembre, Lynch perdió el Campeonato Femenino de SmackDown ante Bliss en una lucha de mesas, terminando su reinado a los 84 días. Recibió su revancha por el campeonato el 17 de enero de 2017 en el episodio de SmackDown, en un Steel Cage Match, pero perdió después de la interferencia de La Luchadora (más tarde revelada como el regreso de Mickie James). Esto llevó a una lucha entre Lynch y James en Elimination Chamber en febrero, que Lynch ganó. Lynch participó en un Six-Pack Challenge por el título en WrestleMania 33 en abril, que finalmente fue ganado por Naomi.

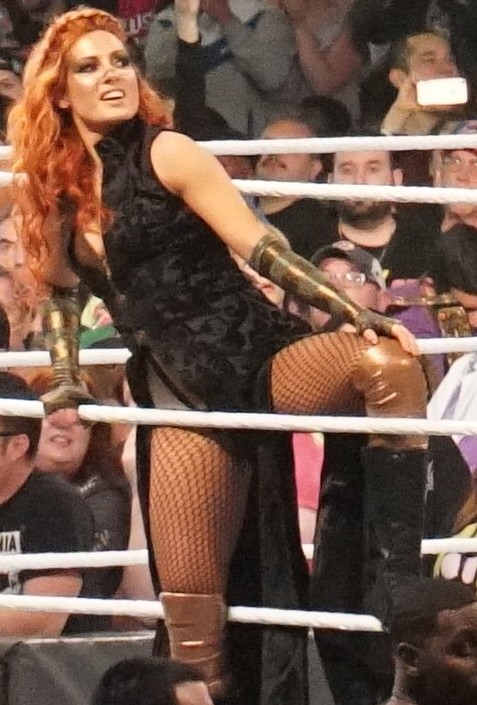
Lynch en WrestleMania 34 en abril de 2018

En mayo, Lynch se alineó con Naomi y Charlotte Flair contra El Comité de Bienvenida (Natalya, Carmella y Tamina). Los dos equipos se enfrentaron en una lucha por equipos de seis mujeres en Backlash; el Comité de Bienvenida salió victorioso cuando Lynch se sometió al francotirador de Natalya. Poco después, Lynch compitió en Money in the Bank, como parte del primer Money in the Bank Ladder Match, que ganó Carmella. En octubre, Lynch ganó una lucha fatal de cinco contra Flair, Naomi, Tamina y Carmella para convertirse en la capitana del equipo SmackDown de Survivor Series. En el evento, Lynch fue la primera competidora eliminada y su equipo estaba en el lado perdedor. Durante el resto del año, Lynch nuevamente se alineó con Flair y Naomi para pelear con el debutante Riott Squad (Ruby Riott, Liv Morgan y Sarah Logan). En enero de 2018, en el Royal Rumble, Lynch participó en la primera lucha femenina de Royal Rumble, ingresando en el #2 y duró más de 30 minutos antes de ser eliminada por Ruby Riott. Unos meses más tarde, Lynch también participó en la WrestleMania Women's Battle Royal en WrestleMania 34, pero fue eliminada de la lucha por James. En mayo, se clasificó para el combate de escalera de Money in the Bank femenino, que finalmente fue ganado por Bliss.

#### El Hombre (2018-2019)
Tras el evento Money in the Bank 2018, Lynch comenzó una racha de victorias, derrotando a diferentes competidoras como Billie Kay, Sonya Deville, Peyton Royce, Mandy Rose, y la Campeona Femenina de SmackDown Carmella en una lucha no titular. Las victorias le valieron a Lynch un combate por el título en SummerSlam, al que se sumó Charlotte Flair después de que también derrotara a Carmella en un combate no titular. Flair pasó a ganar el título al inmovilizar a Lynch, que estaba a punto de someter a Carmella. Tras el combate, Lynch atacó a Flair, convirtiéndose en heel por primera vez en el roster principal. Dos días más tarde, en SmackDown, Lynch reprendió al público, afirmando que no la apoyaban realmente todo el tiempo, y que se le negaban oportunidades que siempre se le daban a Flair. A pesar de ello, el público apoyó cada vez más a Lynch, lo que llevó a la WWE a modificar la historia y a presentar a Lynch y a Flair como dos personas con argumentos válidos, pero sin que ninguna de ellas fuera una verdadera "heel". La disputa entre las dos llevó a una lucha por el título en Hell in a Cell, en el que Lynch ganó el Campeonato Femenino de SmackDown por segunda vez. Posteriormente, Lynch retuvo su título contra Flair tanto en Super Show-Down como en Evolution.

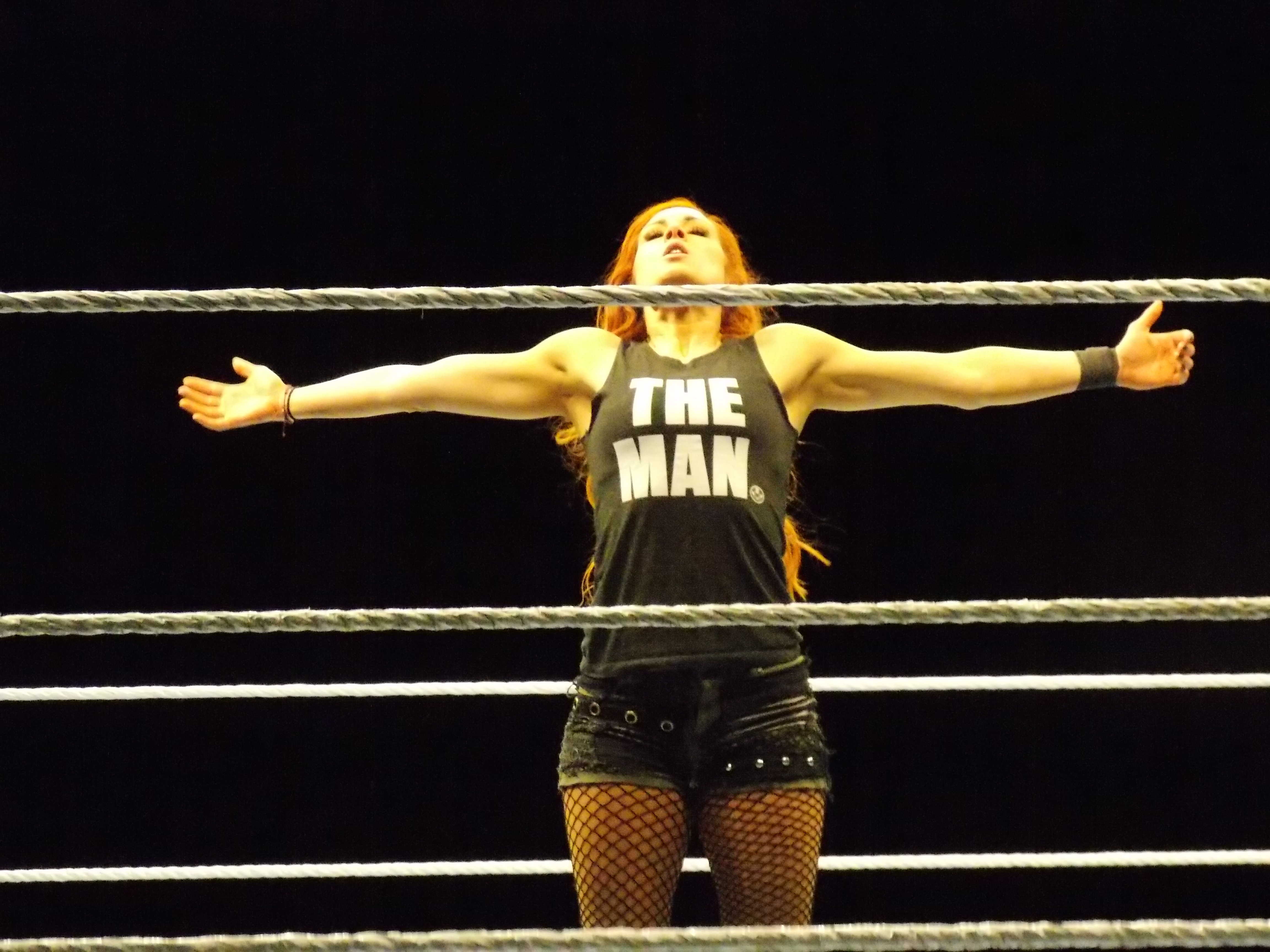
Lynch en enero de 2019

Por esta época, Lynch comenzó a utilizar el apodo de "El Hombre", afirmando ser el mejor luchador de la empresa, con lo que volvió a cambiar a face. Como parte de una competición entre las marcas Raw y SmackDown en Survivor Series, Lynch estaba programada para un combate intermarca de campeona contra campeona contra la Campeona Femenina de Raw Ronda Rousey. Lynch lideró una invasión del roster de Raw en el episodio del 12 de noviembre de Raw, donde sufrió una conmoción cerebral legítima y la nariz rota tras un golpe de Nia Jax. Debido a la lesión, Lynch fue retirada del combate con Rousey y nombró a Flair como su sustituto en el episodio de la noche siguiente de SmackDown. Tras su regreso, Lynch defendió su título en TLC en diciembre contra Flair y Asuka en una Tables, Ladders & Chairs Match, en el que Asuka ganó el título después de que Rousey interfiriera y empujara tanto a Lynch como a Flair de una escalera, poniendo fin a su segundo reinado en 91 días.
El 27 de enero de 2019, en el evento Royal Rumble, Lynch no logró recuperar el título de manos de Asuka. Más tarde, esa misma noche, participó en el combate femenino de Royal Rumble, sustituyendo a una lesionada Lana, que era la participante #28. Lynch pasaría a ganar con la última eliminación de Charlotte Flair. La noche siguiente en Raw, Lynch continuó su disputa con Ronda Rousey, eligiendo enfrentarse a Rousey por el Campeonato Femenino de Raw en WrestleMania 35. Como parte de una historia en la que se negó a buscar atención médica en su rodilla y atacó a Stephanie McMahon y Triple H, Vince McMahon suspendió a Lynch en febrero por 60 días y la reemplazó con Charlotte Flair como oponente de Rousey en WrestleMania. Debido a las súplicas de Rousey, Lynch fue reincorporada por Stephanie, y en el evento Fastlane, derrotó a Flair por descalificación después de que Rousey atacara a propósito a Lynch para darle la victoria; debido a la estipulación del combate, Lynch fue añadida de nuevo al combate por el título en WrestleMania para convertirlo en un combate de triple amenaza por el Campeonato Femenino de Raw.

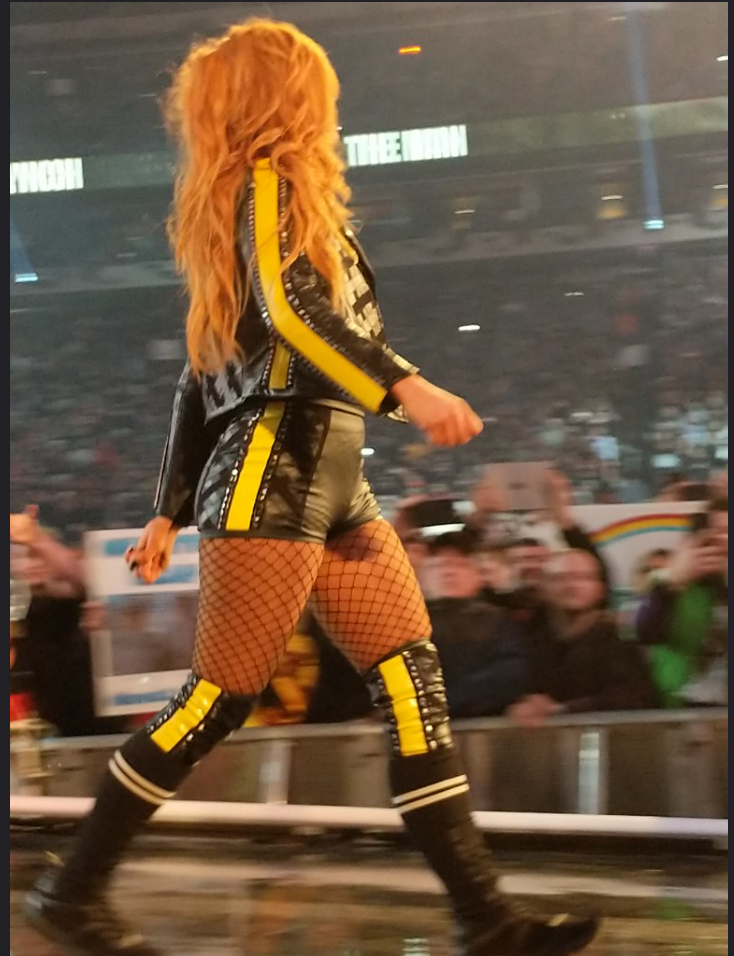
Lynch en WrestleMania 35

Flair ganó entonces el Campeonato Femenino de SmackDown a Asuka, convirtiendo el combate de WrestleMania en un Winner Takes All por ambos títulos. En el evento, en lo que fue la primera vez que las mujeres fueron el evento principal de un WrestleMania, Lynch controversialmente aplastó a Rousey para ganar ambos títulos. Los comentarios y el equipo de producción comentaron que los hombros de Rousey no estaban en el suelo para el conteo de tres y muchos fanes y medios de comunicación se preguntaron si se trataba de un final legítimo. No obstante, con la victoria, Lynch le propinó a Rousey su primera derrota en solitario y por aplastamiento en la WWE y se convirtió en doble campeona y en la única mujer en ostentar ambos títulos simultáneamente. Con ambos títulos, se le permitió aparecer en las marcas Raw y SmackDown y recibió otro apodo, "Becky Two Belts".

#### Campeona Femenina de Raw que batió récords (2019-2020)
Poco después de WrestleMania, Lynch fue colocada en un feudo con la recién llegada Lacey Evans, que fue reclutada para Raw durante el Superstar Shake-up y que continuamente atacó a Lynch después de sus promos. Simultáneamente en SmackDown, Lynch continuó su feudo con Flair por el Campeonato Femenino de SmackDown. En mayo, en Money in the Bank, Lynch retuvo el Campeonato Femenino de Raw ante Evans, pero perdió el Campeonato Femenino de SmackDown ante Flair en la siguiente lucha debido a una interferencia de Evans. Después de perder el Campeonato Femenino de SmackDown, Lynch se convirtió en miembro exclusivo de la marca Raw y continuó su feudo con Evans. A mediados de junio, Lynch retuvo con éxito su título sobre Evans en el evento Stomping Grounds. Más tarde esa misma noche, Lynch ayudó a su marido en la vida real, Seth Rollins, a retener el Campeonato Universal de la WWE ante Baron Corbin, atacando a Evans, a quien Corbin había escogido como árbitro especial invitada. La noche siguiente en Raw, Evans y Corbin desafiaron a Lynch y Rollins por sus respectivos títulos en un Last Chance Winner Takes All Mixed tag team match en Extreme Rules. En el episodio del 1 de julio de Raw, Lynch & Rollins ganaron un Mixed Tag Team match contra Mike Kanellis & Maria Kanellis. En el episodio del 8 de julio de Raw, Lynch & Rollins vencieron a Zelina Vega y Andrade en otro Mixed Tag Team match. Después del combate, ambos fueron atacados por Corbin y Evans. En Extreme Rules, Lynch & Rollins derrotaron a Corbin & Evans en un Extreme Rules match, reteniendo sus respectivos títulos. La noche siguiente en Raw, Natalya ganó un Fatal 4-Way Elimination match para convertirse en la contendiente número uno al Campeonato Femenino de Raw de Lynch en SummerSlam. Después de una lucha entre Lynch y Nikki Cross en el episodio del 29 de julio de Raw, Natalya ejecutó un Sharpshooter sobre Lynch y luego sugirió que su combate titular fuera un Submission match, lo cual se hizo oficial la semana siguiente. En el evento, Lynch defendió exitosamente el título ante Natalya luego de haberla forzado a rendirse con un Dis-Arm-Her.
La noche siguiente en Raw, Lynch intentó salvar a una Natalya lesionada de un ataque de una Sasha Banks que hacía su regreso, pero fue atacada por Banks con una silla de acero. En el episodio del 2 de septiembre de Raw, Lynch & la Campeona Femenina de SmackDown Bayley derrotaron a las Campeonas Femeninas en Parejas de la WWE Nikki Cross & Alexa Bliss por descalificación, luego de una interferencia de Sasha Banks. Luego de haber sido atacada por Banks con una silla, Lynch también fue golpeada con la misma silla por Bayley, quien realizó un cambio a heel. La siguiente semana en Raw, Lynch y Charlotte Flair atacaron a Banks y Bayley en ringside durante su entrada, y luego las derrotaron en una lucha por equipos. En Clash of Champions, Lynch retuvo el Campeonato Femenino de Raw ante Banks luego de perder por descalificación, cuando atacó al árbitro con una silla. Su feudo con Banks continuó y esto finalmente las llevó al segundo Hell in a Cell match entre mujeres en la historia, el cual fue programado para Hell in a Cell,  donde Lynch derrotó a Banks para retener el campeonato. La noche siguiente en Raw, Lynch & Flair fueron derrotadas por las Campeonas Femeninas en Parejas de la WWE The Kabuki Warriors (Asuka & Kairi Sane) en una lucha no titular.

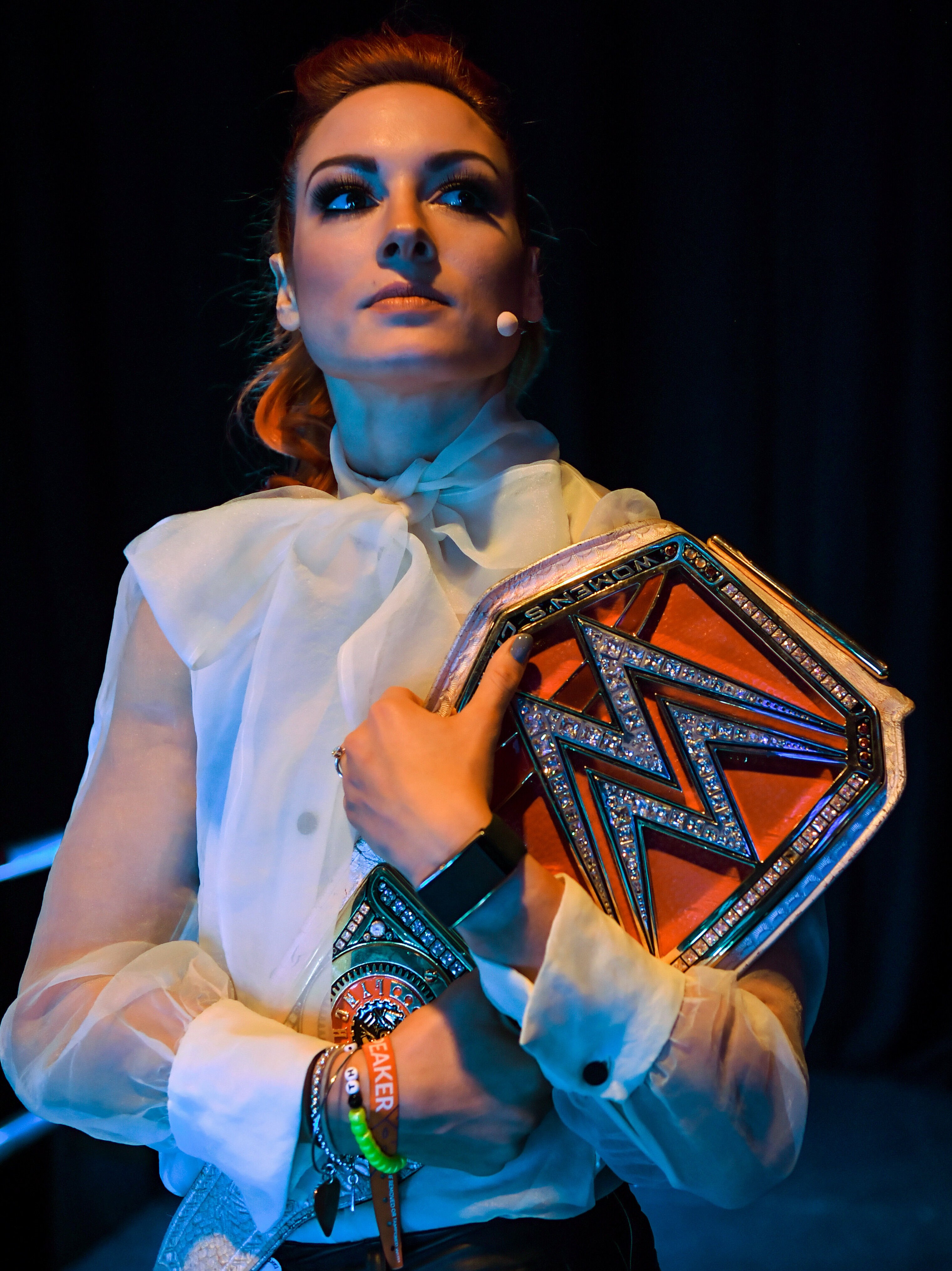
Sosteniendo el Campeonato Femenino de Rae, en 2019.

El 11 de octubre, debido al Draft, se anunció que Lynch permanecería en la marca Raw junto con el Campeonato Femenino de Raw, siendo la primera superestrella seleccionada. En el episodio del 14 de octubre de Raw, Lynch derrotó a Charlotte Flair en una lucha no titular, por lo que la marca Raw nuevamente obtuvo la primera selección del Draft esa noche. En el episodio del 28 de octubre de Raw, Lynch derrotó a Kairi Sane por rendición en una lucha no titular. En el episodio del 4 de noviembre de Raw, durante una entrevista tras bastidores entre Lynch y Charly Caruso, Caruso le informó a Lynch que se enfrentaría a la Campeona Femenina de NXT Shayna Baszler y a la Campeona Femenina de SmackDown Bayley en un Triple Threat match en Survivor Series. Baszler apareció durante la entrevista y confrontó a Lynch cara a cara. El 11 de noviembre en Raw, Lynch perdió con Flair ante The Kabuki Warriors en una lucha por los Campeonatos Femeninos en Parejas de la WWE después de una intervención de Baszler. La semana siguiente en Raw, Lynch & Flair vencieron a The IIconics (Peyton Royce & Billie Kay). Después del combate, ayudaron a sus oponentes, quienes fueron atacadas por Baszler, Jessamyn Duke y Marina Shafir. En Survivor Series, Lynch fue derrotada por Baszler, quien ganó el combate luego de hacer rendir a Bayley. Después del combate, Lynch atacó a Baszler, haciéndola atravesar la mesa de comentaristas. Después del evento, Lynch se convirtió en la Campeona Femenina de Raw con el reinado más largo, superando el récord de Rousey de 232 días. En el episodio del 9 de diciembre de Raw, Lynch derrotó a The Kabuki Warriors en un 2-on-1 Handicap match por descalificación, luego de un golpe con una silla por parte de Asuka. Después, Lynch recibió un Insane Elbow de Kairi Sane que la hizo atravesar una mesa. Mientras Charlotte Flair se encontraba tras bastidores, fue atacada también por Asuka y Sane. The Kabuki Warriors desafiaron a Lynch & Flair a un combate por los Campeonatos Femeninos en Parejas de la WWE en TLC: Tables, Ladders & Chairs. Posteriormente, Lynch y Flair aceptaron el desafío bajo la estipulación de un Tables, Ladders and Chairs match. En el evento, Lynch & Flair fueron derrotadas por The Kabuki Warriors, por lo que no ganaron los títulos.
La noche siguiente en Raw, en una entrevista tras bastidores, Lynch declaró que no había sido ella misma en los últimos meses y sintió que la gerencia la había puesto en combates por equipo para protegerla de enfrentar a Asuka sola y perder. También declaró que nunca había derrotado a Asuka y que necesitaba cambiar eso. La semana siguiente en Raw, Lynch desafió a Asuka a un combate por el Campeonato Femenino de Raw, lo cual Asuka aceptó.
El 6 de enero de 2020 en Raw, Lynch atacó a Asuka. La siguiente semana en Raw, Lynch firmó el contrato para su lucha contra Asuka por el Campeonato Femenino de Raw en Royal Rumble, pero luego recibió un Green Mist en la cara por parte de Asuka. En el episodio del 20 de enero de Raw, Lynch derrotó a Kairi Sane. Después del combate, Lynch fue atacada por Asuka, quien le aplicó un Asuka Lock. El 26 de enero en Royal Rumble, Lynch retuvo el título al derrotar a Asuka por rendición. La noche siguiente en Raw, Asuka confrontó a Lynch y expresó sus deseos de vengarse en otra lucha por el título, lo cual Lynch aceptó. La semana siguiente en Raw, Lynch retuvo nuevamente el título ante Asuka.
En el episodio del 10 de febrero de Raw, Lynch derrotó a Asuka una vez más para retener el Campeonato Femenino de Raw. Después del combate, Lynch fue atacada violentamente por Shayna Baszler, quien la mordió en el cuello. La semana siguiente en Raw, Lynch confrontó a Baszler para dar inicio a su rivalidad. En Elimination Chamber, Baszler ganó un Elimination Chamber match para desafiar a Lynch por el campeonato en WrestleMania 36. En el episodio del 23 de marzo de Raw, mientras Charly Caruso entrevistaba a Baszler, Lynch la atacó por detrás con una silla. La semana siguiente en Raw, Baszler atacó a Lynch, aplicándole un Kirifuda Clutch antes de golpearla en la cabeza contra la mesa de comentaristas. El 4 de abril en WrestleMania 36, en la noche uno del evento, Lynch derrotó a Baszler para retener el título, con su reinado superando la duración de un año poco después. Después del evento, Lynch dejó de participar en confrontaciones físicas, a menudo realizando promos para avanzar en sus historias. En el episodio del 11 de mayo de Raw, Lynch anunció que renunciaba al Campeonato Femenino de Raw debido a su embarazo en la vida real, y que el Corporate Money in the Bank Ladder match de la noche anterior, el cual ganó Asuka, fue en realidad por el campeonato.

#### Big Time Becks (2021-2023)
El 21 de agosto de 2021, tras un parón de 15 meses, Lynch hizo su regreso en SummerSlam como heel, derrotando a Bianca Belair en menos de medio minuto para ganar el Campeonato Femenino de SmackDown por cuarta vez. En Extreme Rules, retuvo con éxito su título tras la interferencia de una Sasha Banks que regresaba. Un combate de triple amenaza entre las tres mujeres por el Campeonato Femenino de SmackDown fue entonces programado para Crown Jewel en octubre, donde Lynch retuvo con éxito su título. En el episodio del 15 de octubre de Smackdown, como parte de su feudo con Banks y Belair, Lynch se enfrentaría en un mano a mano con Banks y ésta la derrotaría tras la interferencia de Belair, marcando su primera derrota desde su regreso. Como parte del Draft 2021, fue reclutada por la marca Raw como Campeona Femenina de SmackDown. En el episodio del 22 de octubre de SmackDown, Lynch y la Campeona Femenina de Raw Charlotte Flair intercambiaron sus títulos, por lo que Lynch se convirtió en la nueva Campeona Femenina de Raw. Como parte del Draft 2021, Bianca Belair también fue reclutada para Raw y continuó su disputa con Lynch. En el episodio del 1 de noviembre de Raw, Lynch defendió con éxito su título contra Belair, poniendo fin al feudo. En Survivor Series, Lynch derrotó a la Campeona Femenina de SmackDown, Charlotte Flair, en un combate Campeona vs. Campeona. Después comenzó un feudo con Liv Morgan, y lucharon en el evento principal de RAW que marcaba los 20 años del combate estelar en RAW entre Lita y Trish Stratus, mismo que ganó Lynch, la revancha de Morgan se dio en el evento Day One, con Lynch reteniendo nuevamente el título. En el evento Royal Rumble 2022, Lynch defendió exitosamente su título al derrotar a Doudrop, misma que ganó una oportunidad por el título al ganar una lucha fatal de cuatro esquinas en la que Lynch atacó a Belair y dándole el triunfo a a Doudrop. En el episodio del 31 de enero de 2022 de Raw, Lynch se enfrentaría a la ganadora del Royal Rumble Ronda Rousey pero fue derribada por Rousey al salir del ring. Después, se enfrentaría a Lita y ella desafiaría a Lynch a un combate por el título en Elimination Chamber por el Campeonato Femenino de Raw y ella aceptaría, siendo este un combate de ensueño para Lynch, así como el primer combate entre ambas. Consiguió retener su título, lo que le permitiría disputar un combate por el título con la ganadora de la Elimination Chamber, Bianca Belair, en WrestleMania 38. En la primera noche del evento, Lynch perdió su título ante Bianca Belair, poniendo fin a su reinado en 162 días.
En el episodio del 25 de abril de Raw, Lynch se enfrentó a una Asuka que regresaba, reiniciando su feudo. En el episodio del 16 de mayo de Raw, Lynch no logró convertirse en la retadora #1 al Campeonato Femenino de Raw al perder ante Asuka. La semana siguiente, Lynch derrotó a Asuka para ser añadida al combate entre ella y Belair en Hell in a Cell, convirtiéndolo en un combate de triple amenaza. En el evento, Belair retuvo su título. En el episodio del 20 de junio de Raw, Lynch no se clasificó para el combate femenino de escaleras de Money in the Bank tras perder ante Asuka. Sin embargo, Lynch se clasificó a la lucha después de ganar un combate de eliminación de seis clasificatorio para el Money In The Bank de última oportunidad en el siguiente episodio de Raw. En Money in the Bank no consiguió ganar el combate. En SummerSlam, Lynch no pudo recuperar el Campeonato Femenino de Raw de manos de Belair, pero la abrazó después del combate, volviéndose face en el proceso. Después de que Belair confrontara a una Bayley que regresaba y a sus nuevas aliadas Dakota Kai e Iyo Sky (antes Io Shirai), Lynch ayudó a Belair, consolidando su cambio a face. El 1 de agosto, la WWE emitió un comunicado en el que informaba de que Lynch había sufrido una separación del hombro en su combate en Summerslam y que se esperaba que estuviera fuera de combate durante varios meses. En el episodio de esa noche de Raw, fue atacada entre bastidores por Bayley, Kai, y Sky, siendo sacada de la televisión.

#### Regreso al papel del hombre (2022-2024)
En el episodio del 25 de noviembre de 2022 de SmackDown, Lynch hizo su regreso, siendo revelada como el quinto y último miembro del equipo de Bianca Belair para enfrentar Damage Control, Nikki Cross y Rhea Ripley en Survivor Series WarGames. En el evento del 26 de noviembre, el equipo de Lynch salió victorioso. El 28 de enero de 2023 en Royal Rumble, Lynch ingresó al Royal Rumble match femenil como la #15, siguiendo su rivalidad con Damage Control al eliminar tanto a Dakota Kai como a Iyo Sky, pero siendo eliminada por la líder Bayley.
En el episodio del 27 de febrero de Raw, ella y Lita derrotaron a Damage Control para ganar el Campeonato Femenino en Parejas de la WWE con la ayuda de Trish Stratus; esta victoria convirtió a Lynch en la sexta campeona de Triple Corona. Más tarde se anunció un combate entre ambos tríos para WrestleMania 39, donde Lynch, Lita y Stratus se llevaron una victoria ante Damage CTRL. En el episodio del 10 de abril de Raw, perdió junto a Stratus (que ocupaba el lugar de Lita debido a una lesión) el título a manos de Liv Morgan & Raquel Rodríguez, poniendo fin al reinado de 43 días que tenía con Lita. Tras el combate, fue atacada por Stratus, cambiando ésta a heel. En el episodio 15 de Raw, Lynch desafió a Stratus a un combate individual en Night of Champions, que fue respondido. En el evento fue derrotada tras la aparición de Zoey Stark interfiriendo a favor de Stratus. En el episodio del 5 de junio, Lynch derrotó a Sonya Deville para calificar al Money in the Bank femenino el 1 de julio en Money in the Bank, que fue ganado por Iyo Sky. Lynch finalmente obtuvo una revancha contra Stratus al derrotar a Stark en Raw, que fue programado por el oficial de la WWE Adam Pearce para un episodio futuro que ocurrirá dos semanas después. Originalmente ambas se enfrentarían en SummerSlam, pero WWE decidió remover el combate hasta nuevo aviso debido a la política de las limitaciones de tiempo, que fue confirmado por Triple H. El 15 de agosto en Raw, el combate de terminó en una doble cuenta fuera. Un tercer combate se efectuó el 2 de septiembre en Payback, donde Lynch se llevó la victoria en un Steel Cage match.
Luego de Payback, Lynch comenzó otra rivalidad con la Campeona Femenina de NXT, Tiffany Stratton, y la desafió a un combate, que Stratton aceptó. En el episodio del 12 de septiembre de NXT, Lynch derrotó a Stratton para ganar el título que le faltaba para convertirse en la sexta campeona femenina Grand Slam. En el episodio del 18 de septiembre de Raw, defendió exitosamente su título ante Natalya. En No Mercy, Lynch derrotó a Stratton en un Extreme Rules match en el evento principal para retener el título. Sus siguientes defensas titulares fueron ante Tegan Nox en el episodio del 9 de octubre de Raw, así como contra Indi Hartwell en el episodio del 23 de octubre. En la Noche 1 de Halloween Havoc, Lynch perdió el título ante Lyra Valkyria, poniendo fin a su reinado a los 42 días.

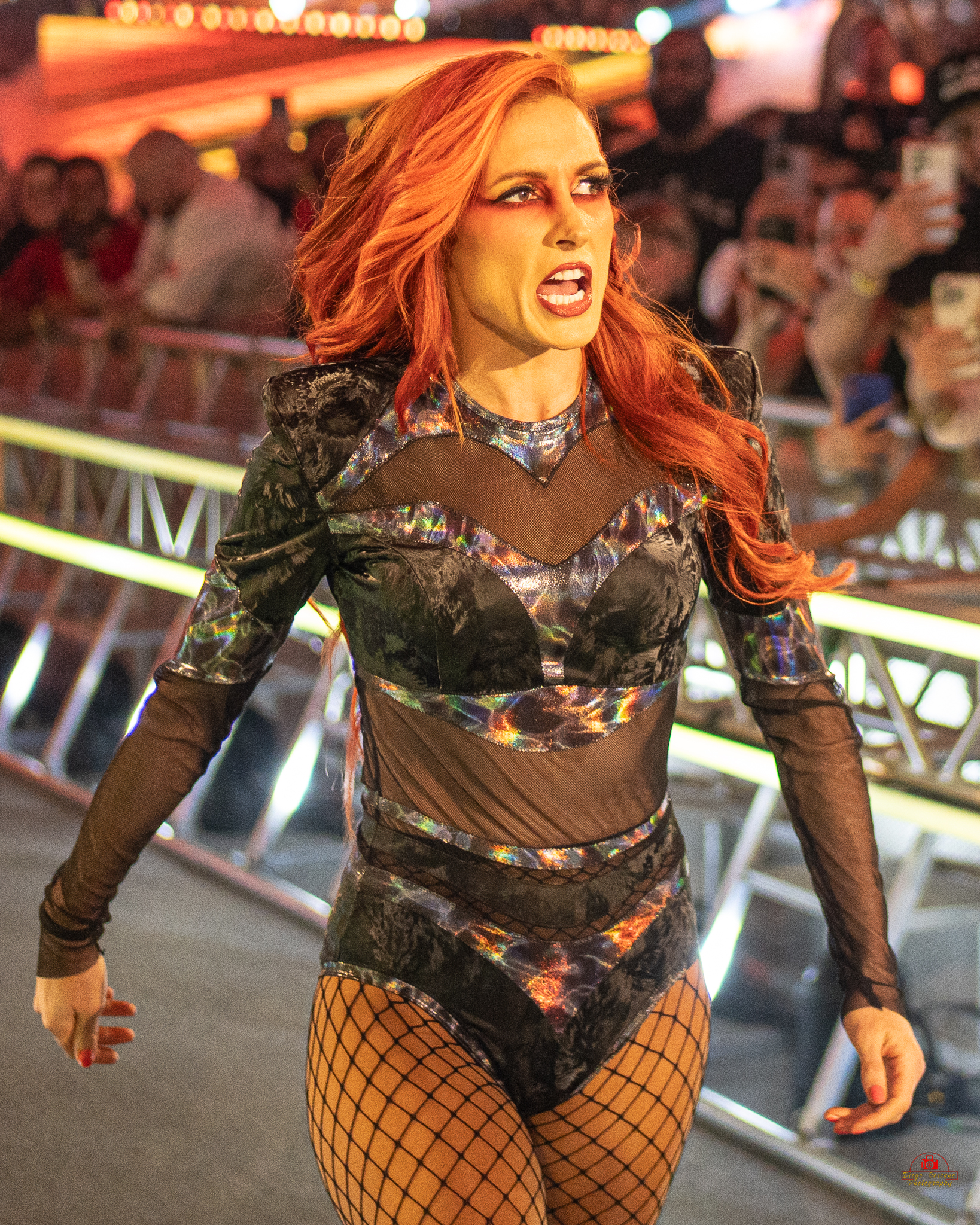
Lynch haciendo ingreso al Royal Rumble 2024.

En el episodio del 17 de noviembre de SmackDown, Lynch fue anunciada como el cuarto y último miembro del equipo de Bianca Belair en Survivor Series. En dicho evento, Lynch, Belair, Charlotte Flair y Shotzi derrotaron a Damage CTRL (Bayley, Iyo Sky, Kairi Sane & Asuka) después de que Lynch cubriera a Bayley. Posteriormente, reavivó su enemistad con Nia Jax, que culminó en una derrota en el primer Raw del 2024. En el Royal Rumble el 27 de enero de 2024, ingresó a la batalla real femeninal en el puesto 21 y eliminó a Chelsea Green antes de ser eliminado por la debutante Jade Cargill. En el episodio del 5 de febrero de Raw, Lynch derrotó a Shayna Baszler para clasificarse para el combate de Elimination Chamber femenino en Elimination Chamber: Perth, que Lynch ganó eliminando por última vez a Liv Morgan, ganando un combate por el Campeonato Mundial Femenino contra Rhea Ripley en WrestleMania XL. En la noche 1 de WrestleMania el 6 de abril, no pudo ganarle el título a Ripley. Sin embargo, después de que Ripley se vio obligada a dejar el título vacante debido a una lesión legítima en el brazo, Lynch ganó una batalla real de 14 mujeres en el episodio del 22 de abril de Raw eliminando por última vez a Morgan, convirtiéndose en siete veces campeona mundial femenina. En King & Queen of the Ring el 25 de mayo, Lynch perdió el título ante Liv Morgan después de una interferencia accidental de Dominik Mysterio, poniendo fin a su reinado a los 33 días. En el Raw siguiente, no pudo recuperar el título ante Morgan en un Steel Cage match después de otra interferencia accidental de Mysterio. 
Se informó ampliamente que el contrato de Lynch con WWE expiraba el 1 de junio de 2024, y aún no se había llegado a un acuerdo entre las dos partes sobre un nuevo acuerdo, lo que dejaba su futuro en la compañía en duda. En la antedicha fecha, se reportó que su contrato con WWE había expirado, lo que la convirtió en agente libre.

## Impacto y legado
Lynch es una de las luchadoras más populares y reconocidas de su generación
Lynch fue la Campeona Femenina inaugural de SmackDown y tiene el reinado más largo como campeona femenina de Raw, con 398 días en posesión del cinturón. En WrestleMania 35, Lynch, Charlotte Flair y Ronda Rousey se convirtieron en las primeras mujeres en encabezar el evento anual más importante de la WWE, y Lynch fue la primera luchadora femenina en ganar un combate en el evento principal de WrestleMania.

Becky Lynch es sin duda una de las mayores estrellas de la historia de la WWE y su legado está consolidado.

- Stephanie McMahon, para Digital Spy

Lynch fue la primera y única luchadora de WWE en haber aparecido en la portada de la revista deportiva ESPN, además de también convertirse en la primera luchadora en la historia de WWE en ser parte de la portada de un videojuego WWE 2K.
Tiene el récord de más combates de evento principal en eventos de pago por visión en un solo año para una luchadora (3 en 2019). Ese mismo año, se convirtió en la primera mujer en ser nombrada La Luchadora Mas Popular Del Año Por el Pro Wrestling Illustrated. Lynch fue también la primera y única mujer en la historia de la WWE en liderar las ventas de productos de la compañía.
Su combate Last Woman Standing contra Charlotte Flair en el evento Evolution fue clasificado como el #1 por la WWE en la lista "The Top 25 Matches of 2018". El combate por el Campeonato Femenino de Raw de Lynch contra Sasha Banks en Hell in a Cell 2019 ocupó el puesto #2 de la misma lista en 2019

No se me ocurre otro momento más icónico para definir la lucha, en otro momento de la fotografía, para el recuerdo. Ese momento casi resume el cambio que estaba ocurriendo en el wrestling y cómo tú, como tú te apoderaste de todo en el negocio y, casi se piensa que The Man nació allí.

-CM Punk, sobre el golpe que Lynch recibió antes de  Survivor Series 2018

Booker T, miembro del Salón de la Fama de la WWE, comparó el ascenso de Lynch con el de The Rock y añadió: "Becky está en el punto en el que ella y todo el mundo en el vestuario sabe lo buena que es". La luchadora Toni Storm citó a Lynch como su mayor inspiración y dijo que está "llevando la división femenina a un nivel completamente diferente." 
En 2019, el comentarista de lucha libre Jim Ross calificó a Lynch como "el talento más popular de la WWE".
En abril de 2020, era la sexta luchadora de la WWE mejor pagada y la mujer mejor pagada según Forbes, con un salario de 3,1 millones de dólares.

Digo que es el mejor personaje de la lucha libre ahora mismo. Quiero decir, ella es tan auténtica. Sabes, estaba pensando en esto. Es gracioso que hayas sacado su nombre. Estaba pensando en ella hace un rato. Hay muy pocos personajes auténticos, especialmente en la WWE, porque todo está tan bien elaborado y pulido, excepto Becky. Incluso en sus redes sociales, hay algo especial en ella como intérprete. Realmente lo consigue. Así que la veo.

-Eric Bischoff, en 83 Weeks sobre el personaje de "The Man"

## Otros medios
Quin realizó acrobacias para un episodio de 2013 de Vikings. En noviembre de 2017, fue sacada de la televisión de la WWE durante unos meses para filmar The Marine 6: Close Quarters. Becky Lynch apareció en un comercial de la UFC el 3 de julio de 2021.

#### Cine
| Año  | Título                       | Rol         | Notas        |
| ---- | ---------------------------- | ----------- | ------------ |
| 2018 | The Marine 6: Close Quarters | Maddy Hayes | Protagonista |
| 2021 | Rumble                       | Axehammer   | Actor de voz |

#### Videojuegos
Quin ha hecho aparición en diversos videojuegos de la WWE, incluso como parte de crossovers en franquicias de videojuegos.
| Año  | Juego             | Notas                                        | Marca           |
| ---- | ----------------- | -------------------------------------------- | --------------- |
| 2015 | WWE SuperCard     | Debut                                        |                 |
| 2016 | WWE 2K17          |                                              | SmackDown       |
| 2017 | WWE TapMania      |                                              |                 |
| 2017 | WWE 2K18          |                                              | SmackDown Live! |
| 2018 | WWE Champions     |                                              |                 |
| 2018 | WWE Mayhem        |                                              |                 |
| 2018 | WWE 2K19          |                                              | SmackDown Live! |
| 2019 | WWE Universe      |                                              |                 |
| 2019 | Roblox            |                                              |                 |
| 2019 | WWE 2K20          | como portada del juego junto a Roman Reigns. | Raw             |
| 2020 | Brawlhalla        |                                              |                 |
| 2020 | KOF: ALLSTAR      |                                              |                 |
| 2020 | WWE Battlegrounds |                                              | Raw             |
| 2022 | WWE 2K22          |                                              | Raw             |
| 2023 | WWE 2K23          |                                              | Raw             |

## Vida personal
Durante su tiempo lejos de la lucha libre, Quin trabajó como actriz y fue elegida en numerosas obras en 2011 y 2012. Se graduó con un título en actuación del Instituto de Tecnología de Dublín, y asistió a Columbia College Chicago y Gaiety School of Acting. También trabajó como auxiliar de vuelo en Aer Lingus durante dos años y medio. Quin es amiga íntima del artista marcial mixto Luke Sanders.
Después de meses de especulación, el 13 de mayo de 2019 se confirmó que Quin esta en una relación con su colega, Colby López, más conocido como Seth Rollins. El 7 de diciembre de 2020 Quinn y López, dieron la bienvenida a su hija, Roux. El 29 de junio de 2021, López anunció en sus redes sociales que está casado oficialmente con Quin.
El 11 de marzo de 2021 su padre, Ken, falleció en Irlanda.
El 18 de marzo de 2024, anunció que se había convertido en ciudadana estadounidense, al adquirir la nacionalidad.

## Campeonatos y logros
- Queens of Chaos

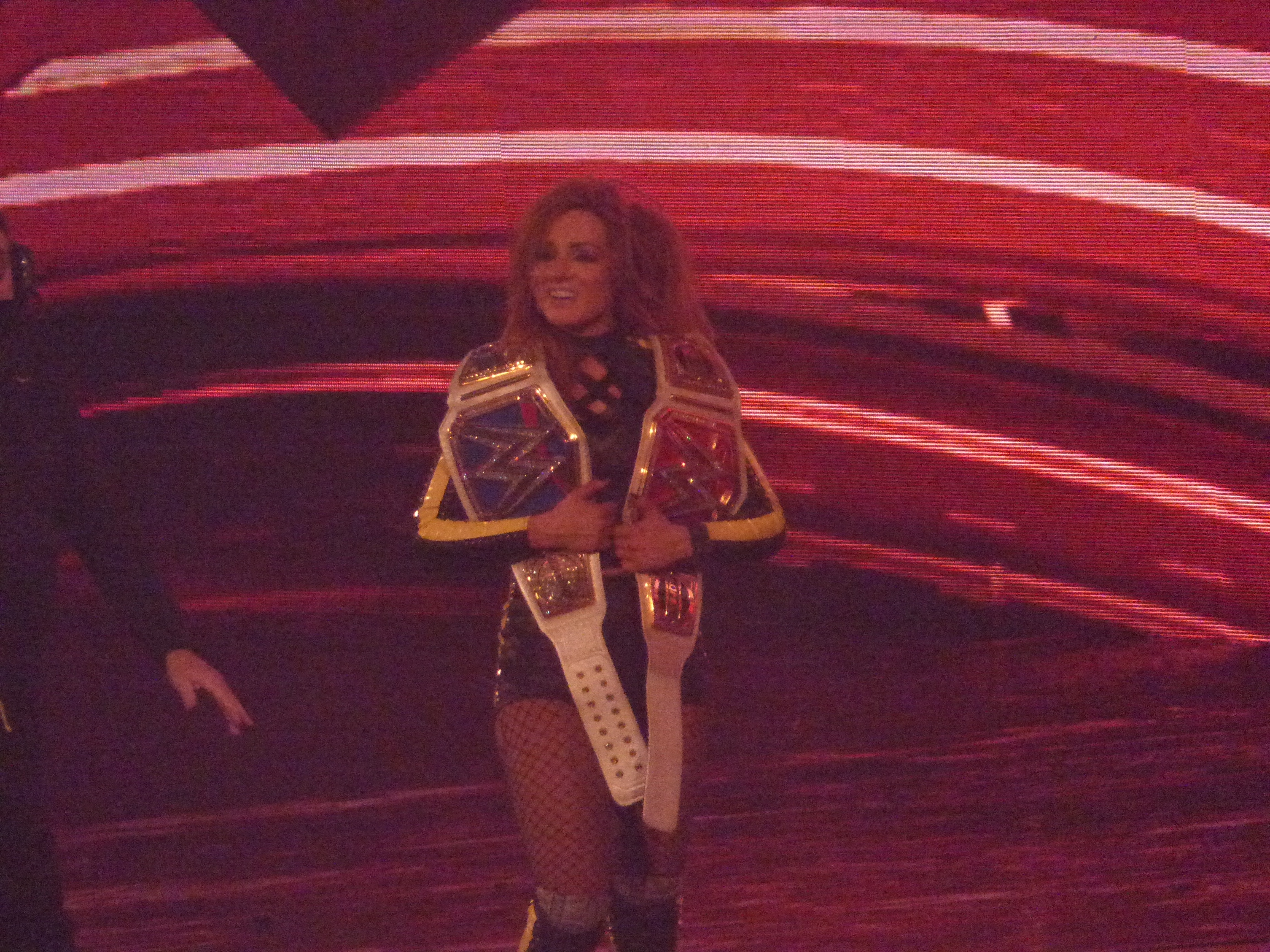
Lynch fue la inaugural y cinco veces Campeona Femenina de SmackDown (su quinto reinado bajo el nombre "Campeonato Mundial Femenino"), así también como dos veces Campeona Femenina de Raw.

  - World Queens of Chaos Championship (1 vez)
- SuperGirls Wrestling
  - SuperGirls Championship (1 vez, inaugural)[20]
  - SuperGirls Championship Tournament (2005)

- World Wrestling Entertainment/WWE
  - Raw Women's Championship (2 veces)
  - (SmackDown) Women's World Championship (5 veces, inaugural)[nota 1]
  - WWE Women's Intercontinental Championship (1 vez, actual)
  - WWE Women's Tag Team Championship (2 veces) con Lita (1) y Lyra Valkyria (1).
  - NXT Women's Championship (1 vez)
  - Elimination Chamber (2024)
  - Triple Crown Championship (Sexta)
  - Grand Slam Championship (Sexta)
  - Women's Royal Rumble (2019)
  - WWE Year-End Award (2 veces)
    - Superestrella femenina del año (2018, 2019)
    - Lucha del año (2018) vs. Charlotte Flair en WWE Evolution

- CBS Sports
  - Mejor momento del año (2018): ataque a Ronda Rousey en Raw [289]
  - Luchador del año (2018)[289]
  - Lucha del año de la WWE (2018) vs. Asuka y Charlotte Flair en TLC[289]
- Sports Ilustrated
  - Women's Wrestler of the Year (2018)
- Wrestling Observer Newsletter
  - Peor feudo del año (2015) Team PCB vs. Team B.A.D. vs. Team Bella[290]
  - Women's Wrestling MVP (2018)[291][292]
- Pro Wrestling Illustrated
  - Mujer del año (2018)[293]
  - Mujer del año (2019)
  - Luchador más popular del año (2019)
  - Situada en el Nº41 en el PWI Female 50 en 2014.
  - Situada en el Nº17 en el PWI Female 50 en 2015.
  - Situada en el Nº4 en el PWI Female 50 en 2016.
  - Situada en el Nº19 en el PWI Female 50 en 2017.
  - Situada en el Nº1 en el PWI Female 100 en 2018.
  - Situada en el Nº1 en el PWI Female 100 en 2019.
  - Situada en el Nº2 en el PWI Female 100 en 2020.
  - Situada en el Nº34 en el PWI Female 150 en 2021
  - Situada en el Nº4 en el PWI Female 150 en 2022